# Богданівська сільська рада (Знам'янський район)
| Богданівська сільська рада — колишній орган місцевого самоврядування у Знам'янському районі Кіровоградської області з адміністративним центром у с. Богданівка. Сільській раді були підпорядковані населені пункти: - с. Богданівка - с. Кучерівка |

## Склад ради
Рада складалася з 29 депутатів та голови.

### Керівний склад ради
| ПІБ                         | Основні відомості                                                                                     | Дата обрання | Дата звільнення |
| --------------------------- | --- | ------------ | --------------- |
| Іващук Анатолій Олексійович | Сільський голова, 1963 року народження, освіта, член Партії національно-економічного розвитку України | 26.03.2006   | 29.04.2009      |
| Назаренко Лариса Петрівна   | Сільський голова, 1963 року народження, освіта вища, позапартійна                                     | 31.10.2010   |                 |
| Іващук Анатолій Олексійович | Сільський голова, 1963 року народження, освіта вища.                                                  | 2015         |                 |

Примітка: таблиця складена за даними джерела

## Населення
Згідно з переписом УРСР 1989 року чисельність наявного населення села становила 4679 осіб, з яких 2139 чоловіків та 2540 жінок.
За переписом населення України 2001 року в селі мешкали 4704 особи.

### Мова
Розподіл населення за рідною мовою за даними перепису 2001 року:
| Мова       | Відсоток |
| ---------- | -------- |
| українська | 91,97 %  |
| російська  | 6,80 %   |
| вірменська | 0,45 %   |
| молдовська | 0,36 %   |
| циганська  | 0,19 %   |
| білоруська | 0,13 %   |
| гагаузька  | 0,04 %   |
| німецька   | 0,02 %   |